# 철도경제신문

## 개요
대한민국의 철도 전문 언론사로 국내 유일한 철도 전문지를 표방하고 있다. 한국 신문사 중에 철도 소식을 가장 많이 보도하고 있다.
2019년 12월에 건설 전문지인 국토매일의 자매지 형태로 창간됐으나 현재는 독립적인 형태로 운영되고 있다.
본사 소재지는 창간 당시, 종로구에 있었다가 2022년 영등포구로 이전했다. 최근에는 대전역 인근에 대전세종취재본부를 설립한 것으로 알려졌다.

## 논조
이름과 같이 기본적으로 경제신문 논조다. 철도 공공기관뿐만 아니라 현대로템, 다원시스같은 기업 소식도 비중있게 보도된다. 반면, 철도노조에서 나온 소식은 비중이 적은편이면서 노사갈등이 첨예한 철도통합 논쟁은 산업과 연관되어 있는지 균형있게 보도하는 축이다.
전문지답게 국내 산업계에 정통하다. 특히 전동차 입찰소식과 관련해서는 업계 반응과 기술평가 분석을 담아 깊이있는 기사를 보여주고 있다.# 전동차뿐만 아니라 신호, 통신분야에도 보도하면서 철도와 관련된 모든 분야는 섭렵한 수준이다. # #
자국보호주의 성향을 보이고 있다. 철도역품 국산화 사업을 지지하면서 해외업체의 진입에는 부정적인 모습이다. 2022년 1월, 철도경제신문은 경부고속선 2단계 선로전환기 개량사업에 해외 시스템이 도입된다는 소식을 전파하면서 '기술 종속이 우려된다'는 목소리가 나왔다고 보도했다. # 또한 해외와 같이 자국보호 정책을 필요하다고 강조했다. #
다만, KTX-청룡과 관련해서는 우진산전의 고속열차 사업 진출 소식을 최초로 보도하면서 앞서 언급한 자국보호주의 성향과는 상당한 거리감을 보이고 있다. #
대전 2호선에 대해서는 우려의 목소리를 내고 있다. 심지어 티스푼 공사라는 단어를 쓰면서 대전시 행정을 비판했다. # 대전광역시가 차량 발주전부터 디자인 공모전을 시행한 것과 관련해서는 전시행정이 될 수 있다고 지적하기도 했다.#